# Albert Fränkel (fabrykant)
Albert Aaron Fränkel (ur. 31 marca 1837 w Prudniku, zm. 4 listopada 1909 tamże) – niemiecki przemysłowiec pochodzenia żydowskiego, filantrop.

## Życiorys
Albert Fränkel pochodził z rodziny żydowskiej. Jego ojcem był Samuel Fränkel, założyciel tkalni lnu i adamaszku (późniejszy „Frotex”) w Prudniku, a jego matką była Ester Polke. Miał trzynaścioro rodzeństwa.
W 1862 odbył podróż po Anglii i Szkocji, aby poduczyć się i zdobyć doświadczenie w przemyśle włókienniczym. Po zdobyciu wykształcenia został udziałowcem rodzinnej spółki Die Offene Handelsgesellschaft S. Fränkel. Współudziałowcy firmy S. Fränkel tworzyli 3 grupy robocze. Do pierwszej należeli Josef Pinkus i Albert Fränkel, do drugiej Abraham Fränkel, a do trzeciej Emanuel i Hermann Fränkel. W przypadku przejścia któregoś z nich na emeryturę lub śmierci, jego miejsce zajmował inny członek rodziny, którego część udziałów wzrastała proporcjonalnie do stażu pracy. 16 lutego 1866 poślubił Emilię Alexander (1844–1923) z Wrocławia. Ich pierwsze dziecko, Hentschel Gustav, urodziło się 9 stycznia 1868 jednak już w lutym tego samego roku zmarło. Kolejna na świat przyszła w 1872 Luisa, która również zmarła po miesiącu. Jedynym potomkiem Alberta, który przeżył wiek dziecięcy, był Kurt (1876–1927).

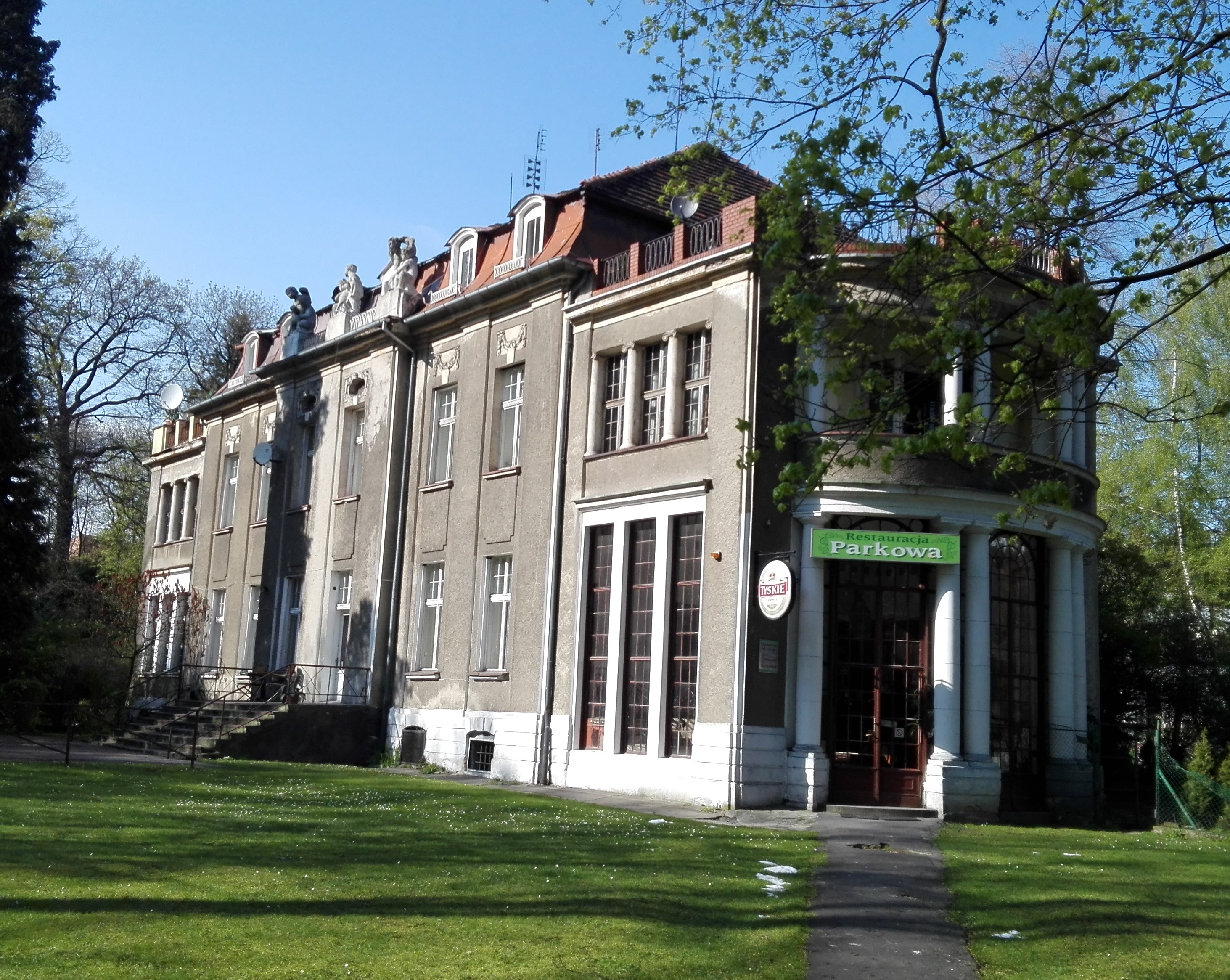
Willa przy ul. Parkowej 2

Po śmierci brata Abrahama, Albert przejął przewodnictwo w prudnickiej gminie żydowskiej, sprawując je do swojej śmierci w 1909. Pod koniec 1897 został powołany na radcę handlowego. Był również przewodniczącym Żydowskiego Związku Dobroczynnego (Israelitischer Wohltätigkeitsverein). Kontynuował pracę Abrahama, jako nieodpłatny radca miejski, pełniąc w ratuszu funkcję urzędnika zajmującego się sprawami zakwaterowania i zarządzania garnizonem wojskowym. Zasiadał także w Opolskiej Izbie Handlowej. W 1900 został właścicielem willi koło Parku Miejskiego, przy ul. Parkowej 2, po czym rozpoczął jej rozbudowę. W 1905 otrzymał order Orła Czerwonego IV klasy.
31 marca 1887 wspomógł studiujących absolwentów gimnazjum w Prudniku funduszem stypendialnym równym 6000 marek. W 1896 Albert i Abraham Fränklowie oraz Josef Pinkus ufundowali naturalnej wielkości obrazy olejne cesarzy Wilhelma I, Fryderyka III i Wilhelma II, które zostały umieszczone na ścianach sali posiedzeń w budynku prudnickiego magistratu. W 1905 sfinansował ogrodzenie pomnika cesarza Wilhelma I na prudnickim Victoriaplatz (ob. plac Szarych Szeregów). W 1906 wraz z Josefem Pinkusem i Emanuelem Fränklem podarował 200 000 marek na budowę Łaźni Miejskiej. Z okazji swoich 70. urodzin, w 1907 ofiarował klasztorowi bonifratrów w Prudniku kwotę 2000 marek, a także przekazał 30 000 marek na rozbudowę szpitala miejskiego oraz 2000 marek dla szpitala żeńskiego. Na mocy jego testamentu 150 000 marek zostało ofiarowane na utworzenie i rozbudowę domu dla słabowitych pod nazwą Albert und Emilie Fränkelstiftung. Przekazał 100 000 marek na fundusz, którego odsetki miały być przekazywane na organizację wyjazdów dla chorych i słabych dzieci robotników jego rodzinnej fabryki do odpowiednich sanatoriów i na kolonie. Natomiast 3000 marek ofiarował sierocińcowi św. Anny.

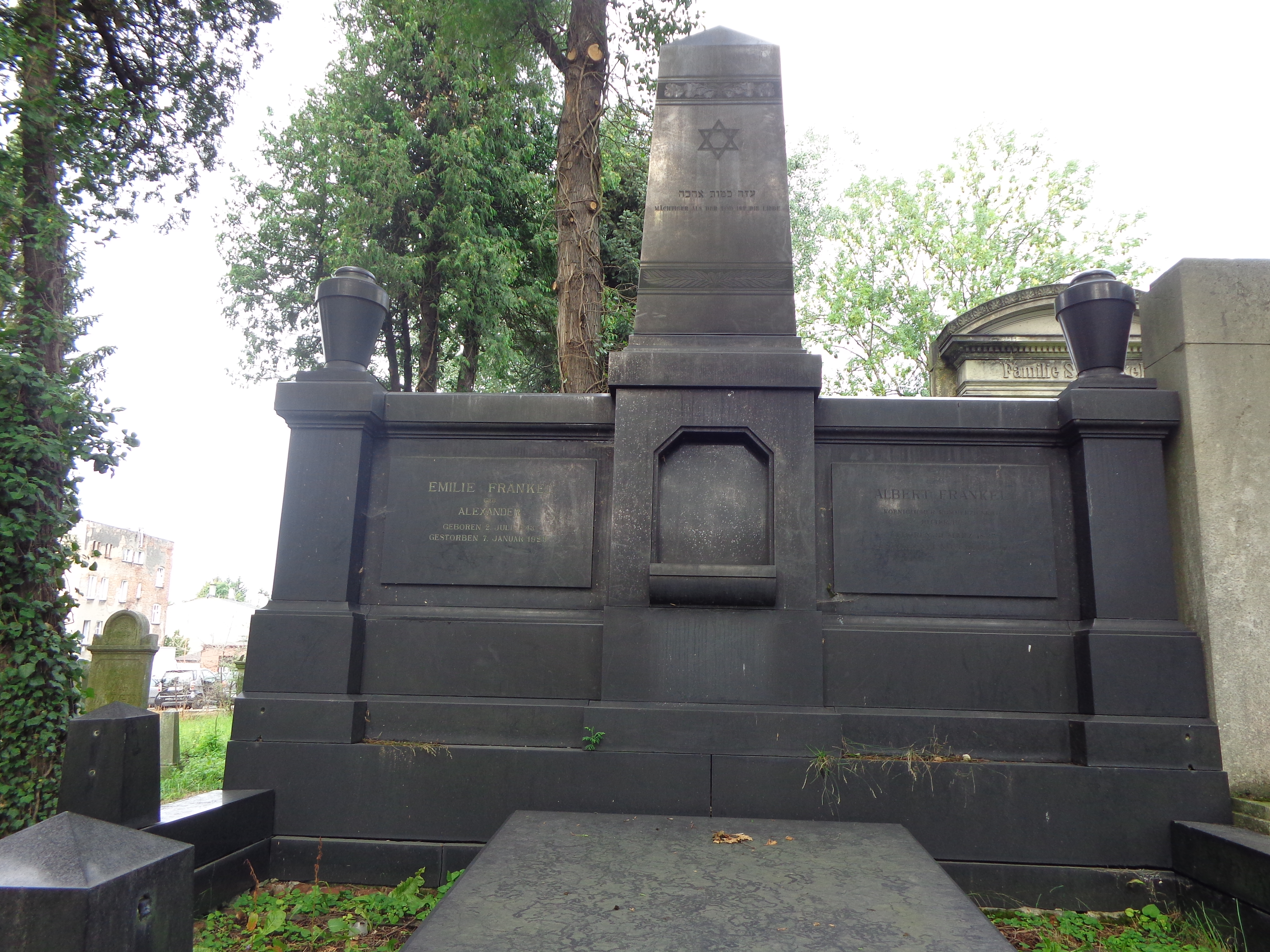
Grób Alberta i Emilie Fränkel

Został pochowany na cmentarzu żydowskim w Prudniku. Ze środków spadkowych Alberta Fränkla odlano posąg bogini Diany w Parku Miejskim. Jego imieniem nazwano plac wokół altany w parku.